# Jörg Roßkopf
Jörg Rosskopf (Dieburg, Darmstadt; 22 de mayo de 1969) es un exjugador alemán de tenis de mesa. El 8 de abril de 1989, se adjudicó junto a Steffen Fetzner el Campeonato Mundial de dobles masculinos. En los Juegos Olímpicos de Barcelona 1992 ganó la medalla de plata en dobles junto a Fetzner. En los Juegos Olímpicos de Atlanta 1996 se adjudicó la medalla de bronce en individuales. Es zurdo y jugaba en ataque. En abril de 2010 terminó su carrera en la alta competición.

## Éxitos
Datos del Borussia Dusseldorf:
- Ocho veces campeón alemán en individual
- Campeón de Europa 1992 en individuales
- Campeón de Europa 1998 en dobles con Vladimir Samsonov
- Campeón de Europa 2007 en equipo
- segundo lugar Campeonato de Europa con el equipo en 1990, 2000, 2003
- Campeón del Mundo 1989 con Steffen Fetzner en dobles
- segundo lugar Campeonato del Mundo 2004 en el equipo
- segundo lugar Juegos Olímpicos 2004 con Steffen Fetzner en dobles
- 3er lugar Juegos Olímpicos 1996 en individual
- Campeón Copa del Mundo 1998 en individual
- segundo lugar (Europa-Top-12) 1998 en individual
- 11 veces ganador del torneo de ranking nacional
- Alumno Campeón Europeo 1983

## Equipos
- DJK Blau-Weiß Münster (1973-1984)
- FTG Frankfurt (1984-1986)
- Borussia Düsseldorf (1986-2000)
- TTV Gönnern (2000-2007)
- TTC Jülich (2007-2009)
- TG Hanau (2009-2010)

## Premios
- 2011, 2012, 2013- Entrenador del año[2]
- 2010- Bambi en la categoría de deporte

## Vida privada
Está casado y tiene tres hijos.